# Флетгед (округ, Монтана)
Шаблон:StateAbbr_ 48°17′ пн. ш. 114°01′ зх. д. / 48.29° пн. ш. 114.02° зх. д.
Округ Флетгед (англ. Flathead County) — округ (графство) у штаті Монтана, США. Ідентифікатор округу 30029.

## Історія
Округ утворений 1893 року.

## Демографія
За даними перепису
2000 року
загальне населення округу становило 74471 осіб, зокрема міського населення було 35473, а сільського — 38998.
Серед мешканців округу чоловіків було 36911, а жінок — 37560. В окрузі було 29588 домогосподарств, 20425 родин, які мешкали в 34773 будинках.
Середній розмір родини становив 2,97.
Віковий розподіл населення поданий у таблиці:
| Стать    | До 15 років | 15-21 | 22-29 | 30-39 | 40-49 | 50-65 | 65-85 | Понад 85 |
| -------- | ----------- | ----- | ----- | ----- | ----- | ----- | ----- | -------- |
| Чоловіки | 7877        | 3711  | 3006  | 4860  | 6629  | 6515  | 3956  | 357      |
| Жінки    | 7610        | 3448  | 2978  | 4991  | 6846  | 6344  | 4567  | 776      |

## Суміжні округи
- Іст-Кутеней. Канада — північ
- Глейшер — схід
- Пондера — схід
- Тетон — схід
- Льюїс-енд-Кларк — південний схід
- Повелл — південний схід
- Міссула — південний схід
- Лейк — південь
- Сендерс — південний захід
- Лінкольн — захід

## Виноски
1. ↑  US Decennial Census. US Census Bureau. Архів оригіналу за 26 квітня 2015. Процитовано 28 листопада 2014.
2. ↑  Historical Census Browser. University of Virginia Library. Архів оригіналу за 11 серпня 2012. Процитовано 28 листопада 2014.
3. ↑  Population of Counties by Decennial Census: 1900 to 1990. US Census Bureau. Процитовано 28 листопада 2014.
4. ↑  Census 2000 PHC-T-4. Ranking Tables for Counties: 1990 and 2000 (PDF). US Census Bureau. Процитовано 28 листопада 2014.
5. ↑  State & County QuickFacts. US Census Bureau. Архів оригіналу за 6 червня 2011. Процитовано 15 вересня 2013. [Архівовано 2011-06-06 у Wayback Machine.](англ.) Наведено за англійською вікіпедією.
6. ↑  American FactFinder. Бюро перепису населення США. Архів оригіналу за 26 лютого 2012. Процитовано 31 січня 2008. [Архівовано 2008-05-21 у Wayback Machine.]

| США | Це незавершена стаття з географії США. Ви можете допомогти проєкту, виправивши або дописавши її. |